# TUIfly Nordic
TUIfly Nordic AB, antes conocida como Britannia Nordic o Transwede, es una aerolínea chárter con sede en Estocolmo, Suecia. Opera vuelos chárter a destinos vacacionales desde aeropuertos de Dinamarca, Finlandia, Noruega y Suecia para los operadores turísticos Star Tour (Dinamarca y Noruega), Fritidsresor (Suecia) y Finnmatkat (Finlandia). Tienen destinos en las Islas Canarias, Egipto, Grecia, el Mediterráneo y Tailandia.

## Historia
La aerolínea fue fundada originalmente en 1985 para manejar las operaciones chárter de Transwede Airways. En 1996, la parte chárter de la compañía aérea fue adquirida por el touroperador sueco Fritidsresor y renombrada Blue Scandinavia. Cuando Britannia Airways tomó el control en 1998 tras la adquisición de Fritidsresor por Thomson, la aerolínea fue renombrada Britannia AB y posteriormente renombrada como Britannia Nordic. En 2000 Preussag (más tarde TUI) adquirió el grupo Thomson. 
En noviembre de 2005, la aerolínea fue rebautizada como Thomsonfly y en mayo de 2006 como TUIfly Nordic debido a la nueva estrategia de marketing de TUI Group. En el caso de TUIfly Nordic, a veces, el logo de 'Fritidsresor' se marca en el fuselaje para indicar su papel como el principal operador turístico de la compañía.

## Flota

### Flota Actual
A partir de mayo de 2023, la flota de TUIfly Nordic consta de los siguientes aviones con una edad media de 3.8 años: